# Jacques Franquart
Jacques Francart II dit le Jeune en forme internationale (parfois orthographié Franquart, Francquart ou Franckaert, mais Jaques Francart dans son Traité d’Architecture, et dont le nom latinisé est Iacobus Franquart), né à Bruxelles ou Anvers en 1583 et mort à Bruxelles le 6 janvier 1651, est un architecte et artiste brabançon (Pays-Bas méridionaux). Il pratique l’art de la gravure aussi bien que le dessin, la peinture et l’architecture et est entré au service des souverains des Pays-Bas espagnols, les archiducs Albert et Isabelle
Il est le fils de Jacques Francart I (en), dit l’Ancien, peintre et dessinateur. Ayant passé durant sa jeunesse six ou sept ans en Italie, il entre en contact avec l’art antique italien comme celui de la Renaissance. Jacques Francart II est aussi l’auteur d’un célèbre traité d’architecture. Il étudie également quelque temps dans l’atelier du peintre Pierre-Paul Rubens. Il est le beau-frère de l’architecte et ingénieur Wenceslas Cobergher (1560-1634). Mort le 6 janvier 1651, il est enterré à Bruxelles.

## Biographie et œuvre

### Architecte
Jacques Francart écrit un premier traité d’architecture : Premier livre d’architecture contenant diverses inventions de portes, qui est très bien reçu dans les Pays-Bas belgiques. Il y décrit et discute essentiellement ses projets de portes avec leurs garnitures. Le traité est publié en 1617 par l’imprimeur H. Antonius. Cet ouvrage a une grande influence dans le monde de l’architecture des Pays-Bas belgiques. Non seulement le livre donne une position en vue à son auteur dans son pays, les Pays-Bas belgiques, mais il le fait connaître à l’étranger.

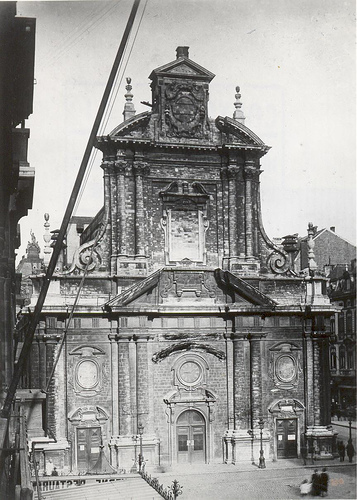
Ancienne église des Augustins - Bruxelles (photo de 1880).

Auparavant, Francart est l’architecte du monastère des Augustins (1615), au centre de la ville de Bruxelles (actuelle place de Brouckère) comme de l’église du premier collège jésuite situé à la rue de Ruysbroeck dans la même ville. 

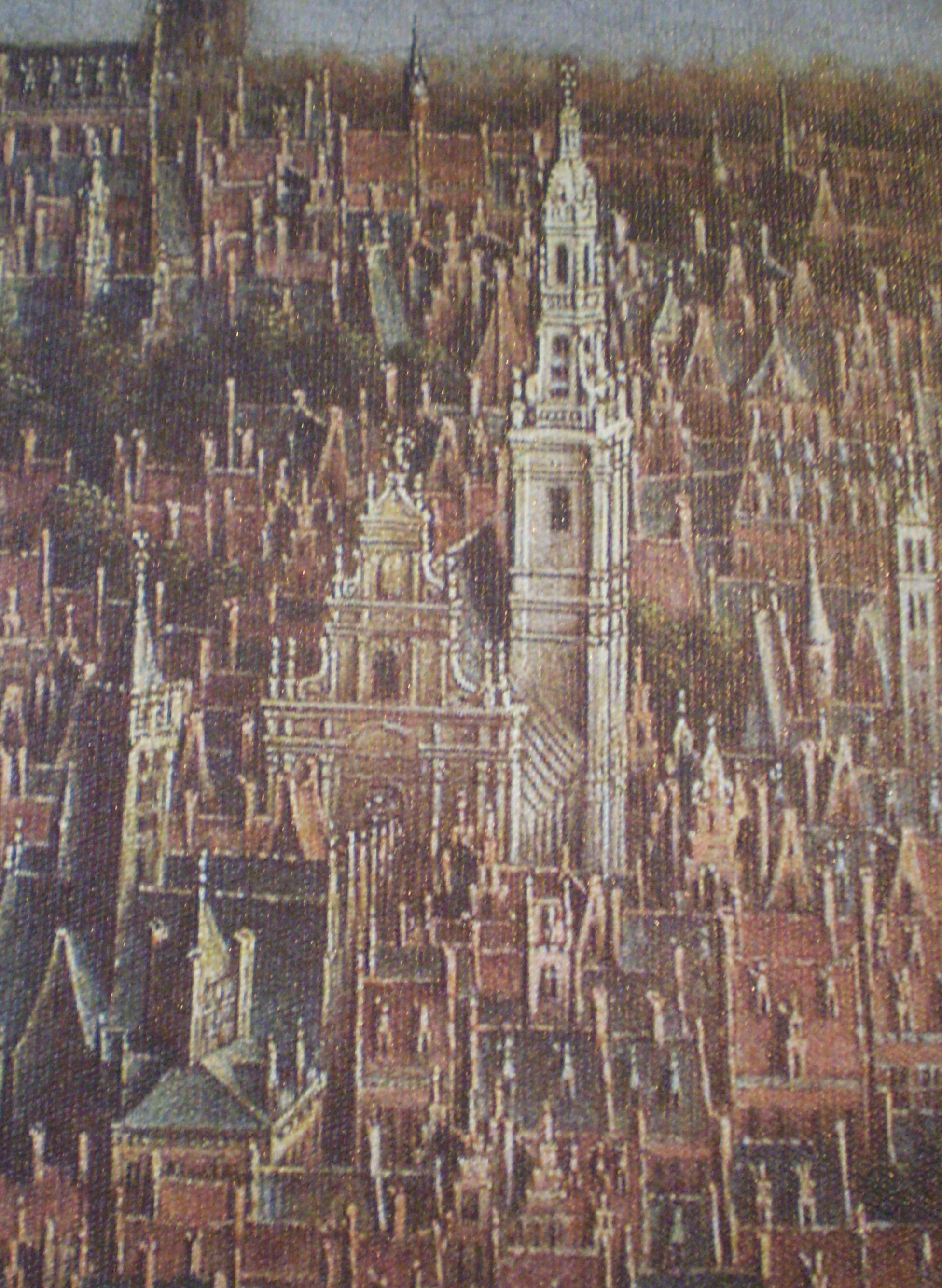
L'église des Jésuites vers 1664.

Commencée en 1616, l’église est ouverte au culte en 1621. Cette dernière création de Francart révèle « une intégration progressive des formes italiennes aux partis gothiques brabançons traditionnels ».

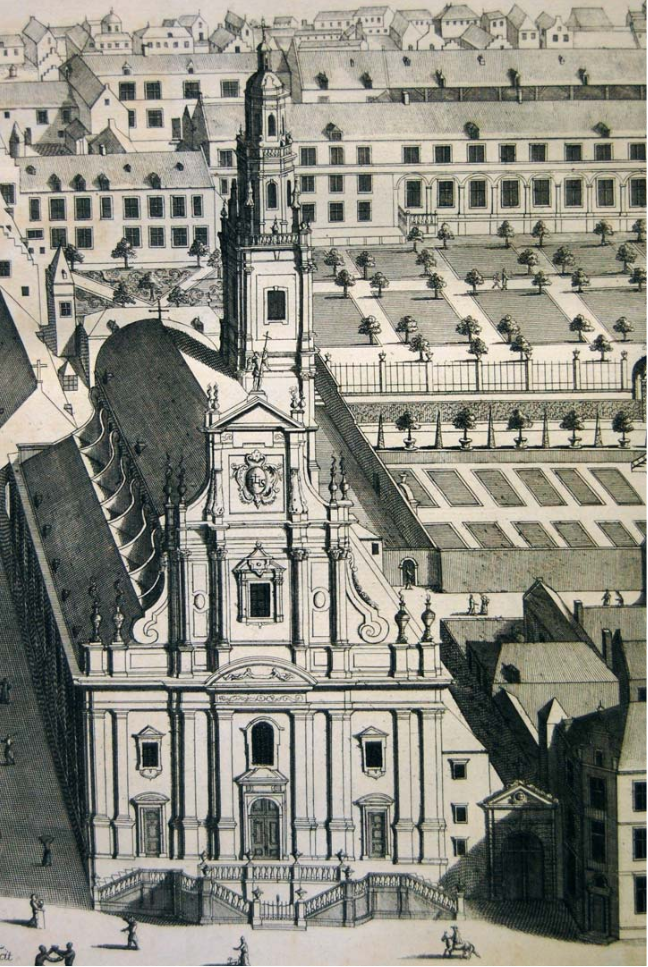
L’église des Jésuites, détail dans Chorographia sacra Brabantiae (1659-1663).

En 1621, à la mort de l’archiduc Albert d’Autriche, il est chargé de la conception du cortège funèbre du souverain des Pays-Bas espagnols.
En 1629, Pierre Huyssens entreprend la reconstruction du béguinage de Malines. Jacques Francart en réalise l’église, qui sera terminée par Luc Fayd'herbe en 1647.

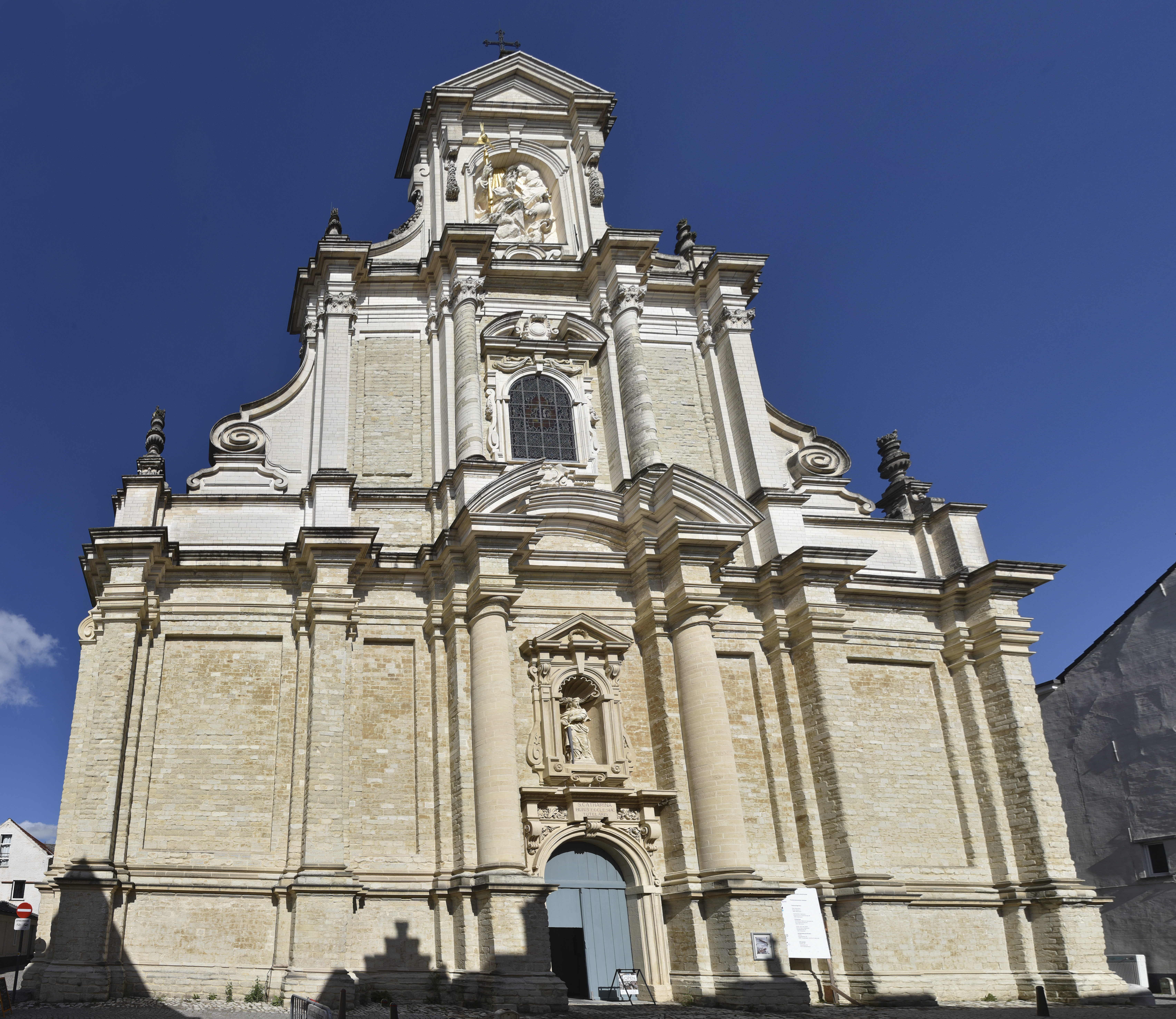
Église du béguinage, Malines (2023).

Francart s’engage également dans l’architecture militaire. Il porte le titre officiel d'Ingénieur à Bruxelles au service de sa majesté le roi d’Espagne. On ignore quelles sont ses réalisations, mais il est possible qu’il ait participé aux travaux des nouvelles fortifications de la ville (1627-1631) y achevant le travail commencé par Frederik Kierurt.
En 1642, Francart obtient le contrat pour l’expansion du chœur de l’église de Notre-Dame-au-delà-la-Dyle, à Malines. Il ajoute trois chapelles au chœur de cette église de style gothique déjà ancienne, car elle date du XIVe siècle. Il ne verra pas la fin de ce projet cependant.

### Peintre
Durant la période d’apprentissage auprès de Rubens, il collabore à la composition de la Descente de croix, un tableau qui se trouve au-dessus de l’autel de l’abbaye d'Affligem.
Par son beau-frère, Wenceslas Cobergher, Francart a ses entrées à la cour des archiducs Albert et Isabelle. En 1611, comme premier contrat il doit composer une œuvre pour le couvent des carmélites de Bruxelles. Du tableau même, il n’y a plus trace.
En 1613, il obtient la position officielle de « peintre de la cour » des archiducs, à Bruxelles. Jacques Francart II collabore avec Pierre-Paul Rubens, Wenceslas Cobergher, Salomon de Claus et Jérôme du Quesnoy à la décoration du palais ducal de Bruxelles. Il s’occupe essentiellement des oratoires de l'ensemble palatial de la Cour des archiducs, restaurant l’ancien et créant le nouveau (1612 à 1614).
On lui connaît comme élèves Théodore de Sany (1599-1658) et sa propre nièce Anna Francisca de Bruyns (en) (1604-1656). À la demande de l'archiduchesse Isabelle, elle peint une série des quinze mystères du rosaire. Son style est très proche de celui de son oncle, ce qui fait que ses œuvres lui ont parfois été attribuées.

### Graveur

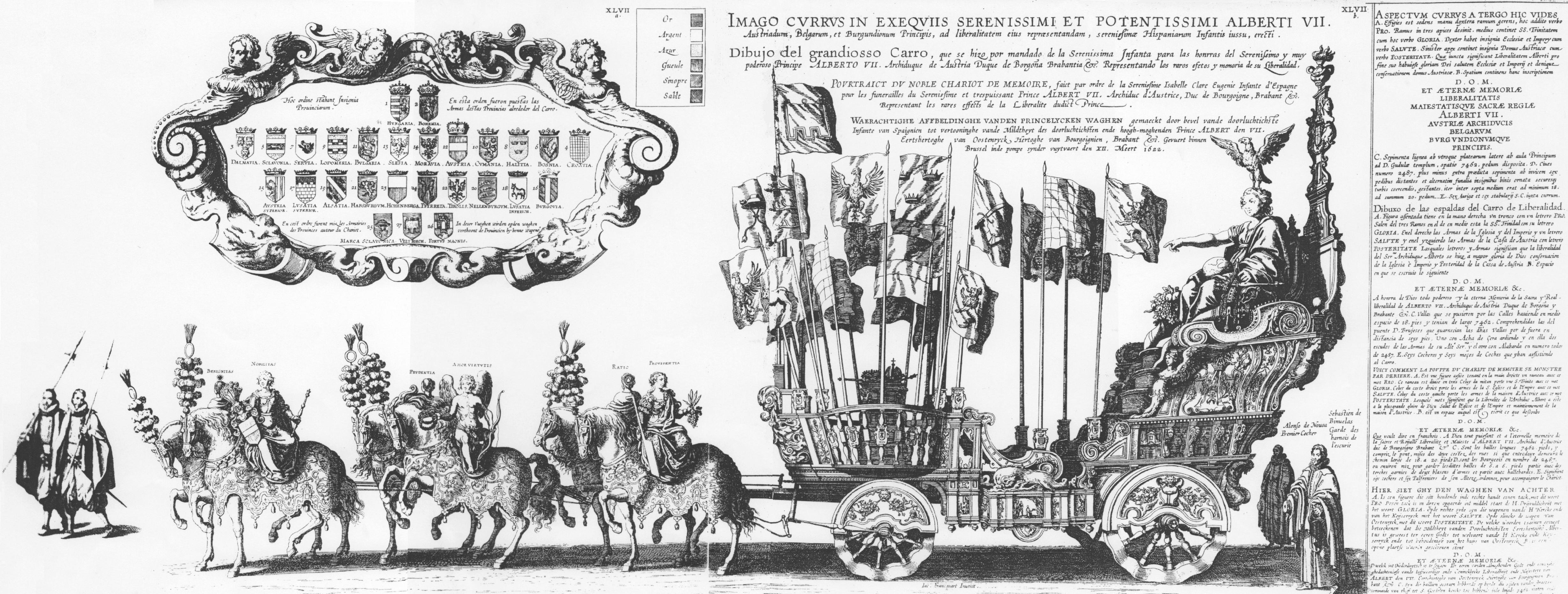
Gravure du cortège funèbre de l’archiduc Albert d’Autriche (1623).

Jacques Francart est également un graveur de talent. Pour les funérailles solennelles de son commanditaire Albert d’Autriche à Bruxelles, il conçoit le char de la procession. 
Le cortège funèbre est décrit sur un ensemble de 64 panneaux descriptifs, publié en un album avec textes de l'auteur belge et historien Erycius Puteanus (1574-1646). Cette gravure a près d’un mètre de long.

## Hommage
- Francart: une statue le représentant se trouve sur le flanc de l’Hôtel de ville de Bruxelles au deuxième registre (rue de la Tête d’Or)[5]

## Publication
- Jacques Francart, Premier livre d'architecture contenant diverses inventions de portes, Bruxelles, H. Antoinne, 1617[6],[7].